# فرودگاه اددونتنایون، یسکوت ویلیج
فرودگاه اددونتنایون\یسکوت ویلیج (به انگلیسی: Eddontenajon/Iskut Village Airport) یک فرودگاه همگانی است که یک باند فرود شن و چمن دارد و طول باند آن ۱۰۹۷ متر است. این فرودگاه در کشور کانادا قرار دارد و در ارتفاع ۹۴۵ متری از سطح دریا واقع شده است.